# Iris lutescens
Iris lutescens är en irisväxtart som beskrevs av Jean-Baptiste de Lamarck. Iris lutescens ingår i släktet irisar, och familjen irisväxter.

## Underarter
Arten delas in i följande underarter:
- I. l. lutescens
- I. l. subbiflora

## Bildgalleri

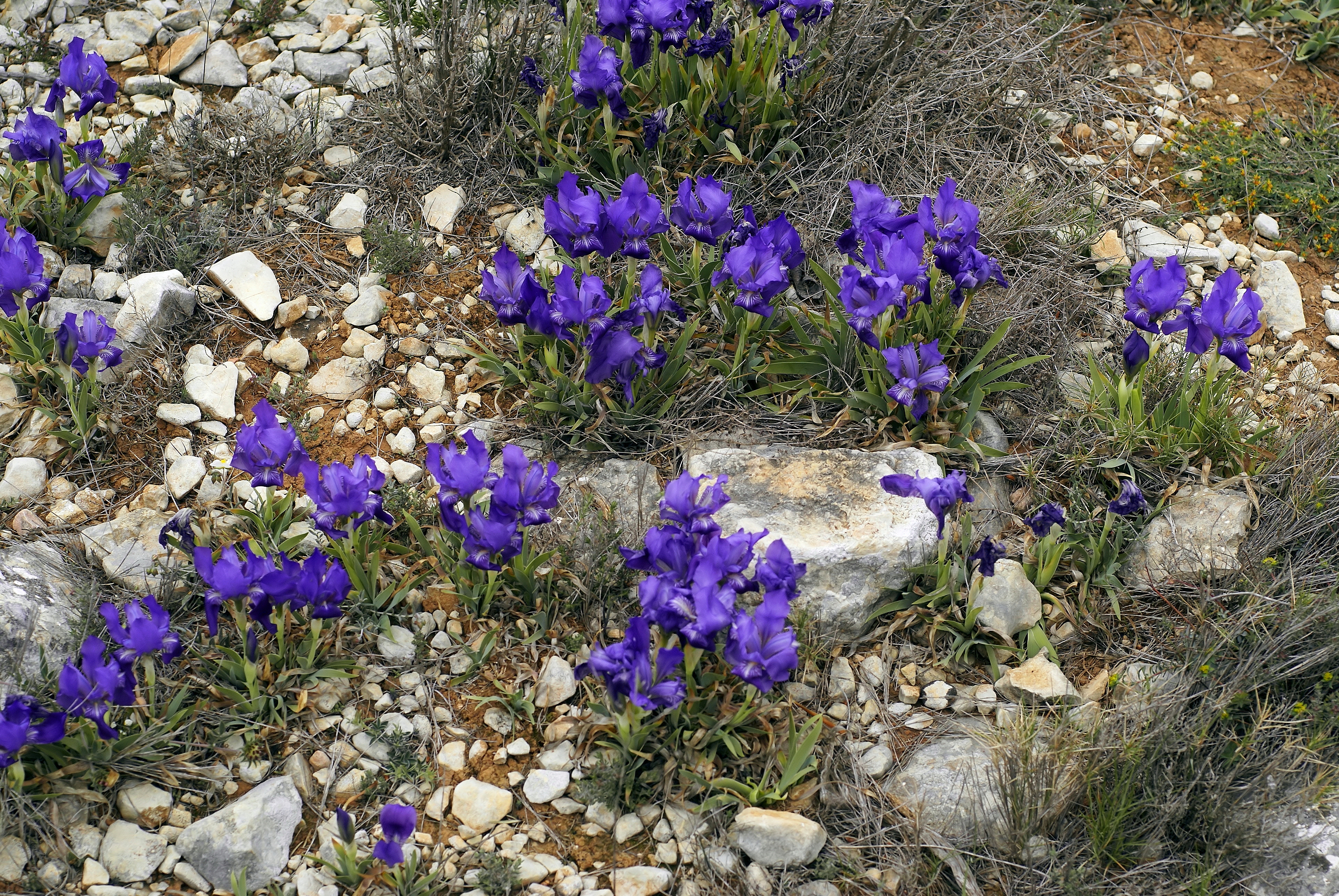
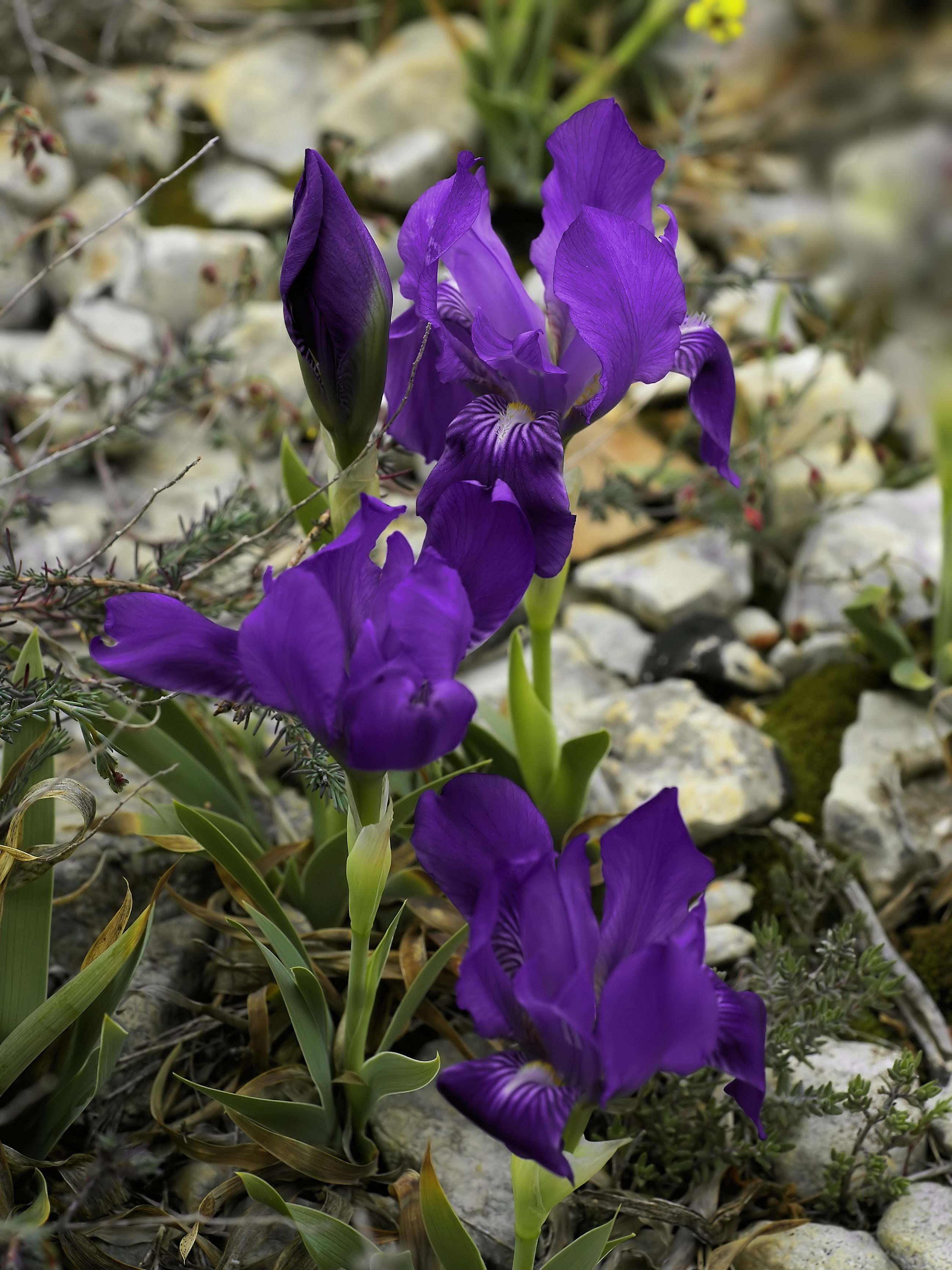
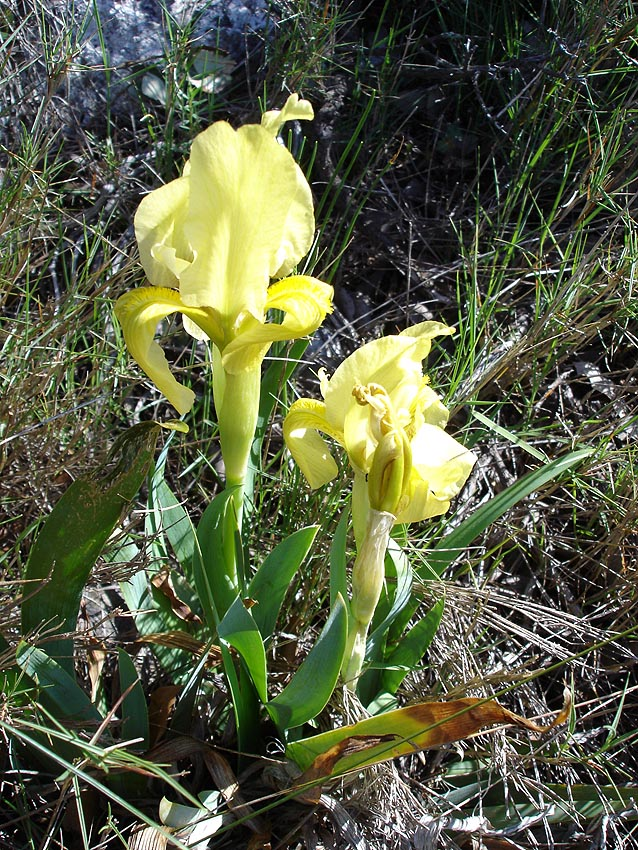
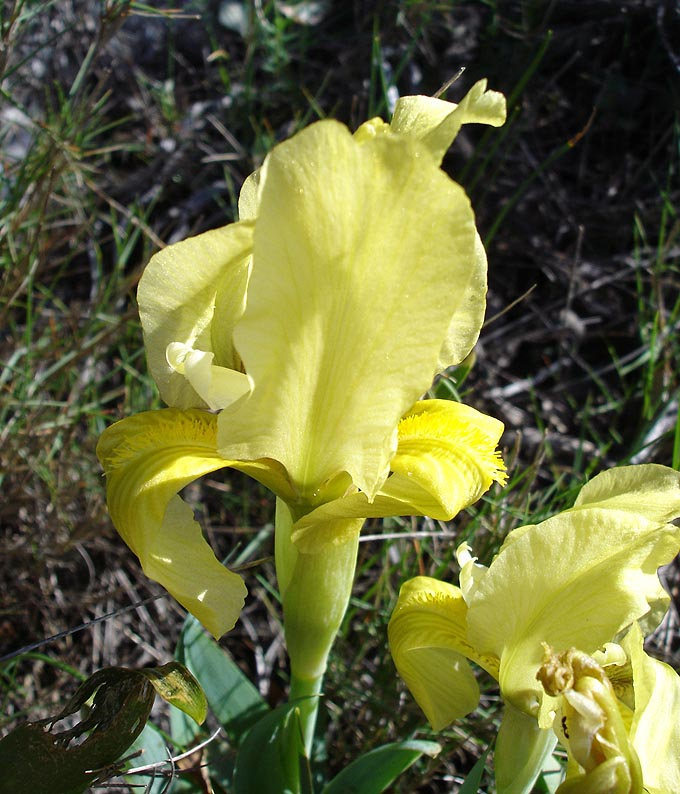